# Lockheed L-1011 TriStar
Lockheed L-1011 TriStar, obično nazivan samo TriStar, širokotrupni je putnički avion srednjeg do dugog doleta, američkog proizvođača Lockheeda. Bio je treći avion ove vrste (nakon Boeinga 747 i DC-10) koji je ušao u redovni promet. Kao i DC-10, TriStar pokreću tri mlazna motora. Između 1968. i 1984. u Lockheedu je proizvedeno ukupno 250 aviona. Nakon što je završila proizvodnja, Lockheed se radi neuspjeha u željenoj prodaji povukao iz poslovanja s komercijalnim putničkim avionima.

## Dizajn i razvoj
Šezdesetih godina 20. stoljeća American Airlines šalje zahtjev Lockheedu i Douglasu (kasnije McDonnell Douglas) za linijski putnički avion manji od B-747, koji bi još uvijek bio u stanju prevesti veći broj putnika na udaljene destinacije kao što su Europa i Latinska Amerika iz tvrtkinih prometnih čvorišta u Dallasu i New Yorku. Lockheed je bio uvelike odsutan s tržišta civilnih putničkih aviona još od kraja 1950-ih i problema s avionom L-188 Electra, koji je zbog vibracija krila pretrpio u svojim početcima niz udesa. Nakon što je doživio poteškoće s nekim od svojih vojnih projekata, Lockheed je ponovno težio ulasku na civilno tržište te je njegova reakcija bila L-1011 TriStar. Zrakoplov je prvobitno zamišljen kao "dvomotorni jumbo", ali je proizvođač ipak odlučio ugraditi i treći motor kako bi se postigao dovoljni potisak za uzlijetanje s postojećih uzletno sletnih staza.
Projekt je uključivao putničku kabinu s maksimalno 400 sjedala i dva prolaza između njih, tri turbo-fen motora, nisku emisiju buke (u ranim 1970-im, Eastern Air Lines nazvao je L-1011 " Tihi linijski prevozitelj" (eng. The WhisperLiner)), poboljšanu pouzdanost i efikasno korištenje. 
Vidljiva razlika između TriStara i DC-10 koji je izradio Douglas je u srednjem, repnom motoru; na DC-10 motor je postavljen iznad trupa aviona u korijenu vertikalnog stabilizatora i ima više snage, dok je motor TriStara integriran u rep sa S –uvodnikom zraka sličan onom na Boeingu 727, što je smanjilo buku i poboljšalo stabilnost. Glavna razlika između ova dva aviona je izbor Lockheeda za Rolls-Royce RB211 motore za L-1011. U originalnom dizajnu, RB211 turbofan bio je tada napredan tro-osovinski motor s fenom od karbonskih vlakana, s boljom efikasnošću i većom specifičnom snagom nego bilo koji konkurentski motor, što je TriStaru bila glavna prodajna točka.
American Airlines se ipak odlučio za Douglas DC-10, iako je pokazao znatan interes za L-1011. Tvrtka je računala na nižu cijenu DC-10, koju je Douglas naposljetku i ponudio. Proizvodnja je TriStara ipak pokrenuta narudžbama TWA i Eastern Air Linesa. Iako je projekt TriStara pomno pratio razvoj svojih konkurenata, Douglasov je avion na tržištu potukao Lockheed radi kašnjenja u razvoju pogonske grupe ovoga potonjega. U veljači 1971. godine, nakon masivnog povećanja troškova povezanih s RB211, Rolls-Royce je otišao u stečaj. Taj je događaj zaustavio završnu montažu L-1011, a u toj fazi razvoja bilo je prekasno za promjenu dobavljača motora (bilo na General Electric ili Pratt & Whitney). Britanska vlada pristala je odobriti veliku državnu subvenciju za ponovno pokretanje Rolls-Royce proizvodnje s uvjetom bankovnih zajmova koje je jamčila vlada SAD-a, kako bi se projekt L-1011 mogao završiti. Unatoč nekim suprotnim stajalištima, vlada SAD-a osigurala je ta jamstava.
Prvi prototip TriStara poletio je 17. studenog 1970. godine. Plovidbenu dozvolu dobio je 14. travnja 1972., a prvi linijski putnički avion isporučen je Eastern Air Linesu 26. travnja 1972. U nastojanju da se dodatno promovira novi avion, jedan L-1011 poslan je tijekom 1972. na svjetsku turneju. Ranije inačice L-1011, kao što su -1, -100, -150 mogu se prepoznati po izradi oplate srednjeg motora koji ima okrugli uvodnik zraka, dok su kasniji modeli između dna usisnika i trupa imali malu peraju. L-1011 bio je prvi širokotrupni avion koji je dobio FAA certifikat za Cat-IIIc automatsko slijetanje (slijetanje u uvjetima bez vanjske vidljivosti). TriStar ima i jedinstveni sustav neposredne kontrole uzgona (eng. Direct Lift Control (DLC)), čime je omogućen ujednačeni prilaz pri slijetanju. DLC pomaže kontroli ravnine poniranja u završnom prilazu s automatskim izvlačenjem spojlera na krilu.
Lockheed je pokušao podmititi članove japanske vlade za subvencioniranje All Nippon Airways-a radi kupnje L-1011. Nastao je politički skandal koji je doveo i do uhićenja tadašnjeg premijera Japana, Kakueija Tanake. Unutar Lockheeda, predsjednik odbora Daniel Haughton te potpredsjednik i direktor Carl Kotchian dali su ostavke na svoje položaje 13. veljače 1976.
Sovjetski Savez u to vrijeme nije imao širokotrupni linijski putnički avion. Razvoj Iljušina Il-86 kasnio je tako da su sredinom 1970-ih i Sovjeti počeli pregovore za kupovinu 30 TriStar aviona, kao i licenci za proizvodnju još 100 aviona godišnje. Pregovori su propali kada je američki predsjednik Jimmy Carter proglasio stanje ljudskih prava u zemljama trgovinskim partnerima političkim čimbenikom. TriStar je također bio na popisu  "Koordinacijskog odbora izvozne kontrole SAD-a"  kao dio napredne tehnologije zabranjen za potencijalne neprijatelje.
Lockheed je bio sklapan u objektima u Palmdaleu i Burbanku, Kalifornija. Avion se suočavao s oštrom konkurencijom: Boeingom 747 i još više, izravno s DC-10, kojem je bio gotovo identičan. Prodano je 250 TriStara, u usporedbi s 446 DC-10, dijelom zato što je TriStar kasnio s predstavljanjem svog zrakoplova, ali i zato što u prvobitnoj ponudi nije bilo težeg zrakoplova s većim doletom. Pod državnom kontrolom, troškovi u Rolls-Royceu bili su strogo ograničeni, a sav napor je usmjeren na izvorne TriStar motore na kojima su, između prvog leta L-1011 i njegovog ulaska u redovni promet, bile potrebne znatne preinake. Konkurencija je, posebice zahvaljujući General Electricu koji je bio vrlo brz u razvoju svojeg CF6 motora s većim potiskom, na tržište ubrzo plasirala teži interkontinentalni DC-10-30. Ponuda DC-10 velikog doleta potencijalnim kupcima brzo je stavila L-1011 u neugodni položaj na tržištu. Rolls-Royce je tek počeo razvoj RB211-524 motora visokog potiska za L-1011-200 i -500, ali je to trajalo više godina.
Lockheedu je za ostvarenje plana bilo potrebno prodati 500 zrakoplova, ali je 1981. godine najavljen kraj proizvodnje nakon što se isporuči 250. avion (isporučen 1984.). TriStarov neuspjeh postizanja profitabilnosti prouzročio je Lockheedovo povlačenje iz poslovanja u civilnom zrakoplovstvu.

### Civilno zrakoplovstvo
Delta Air Lines je bio najveći kupac TriStara, dok je Cathay Pacific postao njegov najveći ne-američki korisnik nakon što je preuzeo više aviona ovog tipa od Eastern Air Linesa nakon njegovog stečaja, te je u svojoj floti imao ukupno 21 TriStar.
Većina velikih tvrtki prizemljila je svoje TriStar avione. Cathay Pacific je to učinio u listopadu 1996., zamijenivši flotu s Airbusom A330-300. TWA je povukao svoj posljednji TriStar u 1997., a Deltin je otišao u povijest 2001. godine, kada ga je zamijenio Boeing 767-400ER. L-1011 i dalje koriste manje tvrtke, posebice u Africi i Aziji. Ovi operateri uglavnom svoje poslovanje zasnivaju na iznenadnim čarterima ili iznajmljivanju aviona. Flota ATA Airlinesa (ranije poznata kao American Trans Air) uključivala je preko 19 TriStara, ali su se neposredno prije gašenja tvrtke u travnju 2008. koristila samo tri L1011-500.
Dva L-1011 zrakoplova isporučena Pacific Southwest Airlinesu imala su ugrađena vrata sa stepenicama koja su vodila u ulazno predvorje, koje se nalazilo na mjestu gdje je uobičajeno bio prednji teretni odjeljak. To je omogućilo letove iz zračnih luka u Latinskoj Americi koje nisu imale zgrade s avio-mostovima. Ova su dva zrakoplova kasnije koristili Aeroperú i Worldways Canada.

### Komercijalni svemirski program
Ranih 1990-ih američki Orbital Sciences Corporation počeo je, pod nazivom Stargazer, koristiti prilagođeni L-1011-100 za lansiranje rakete Pegasus u orbitu oko Zemlje.
Zrakoplov je također korišten u X-34 i X-43 projektima, a NASA je L-1011 koristila za aerodinamička istraživanja u dijelu orbitalnih znanosti 1995. godine.

### Vojno zrakoplovstvo
TriStar je također bio korišten kao vojna avio-cisterna i putničko-teretni zrakoplov. Royal Air Force ima devet aviona koji se nalaze u bazi Brize Norton, 50 milja zapadno od Londona. Avioni L-1011-500 pripadali su British Airwaysu i Pan Amu. Planira se korištenje ovih TriStar aviona još desetak godina, kada bi ih trebali zamijeniti Airbus A330 MRTT.

### Inačice

#### L-1011-1
L-1011-1 je bio prvi proizvodni model L-1011, osmišljen za kratke i srednje letove. Ovaj tip su kupile: Air Canada, ANA, Cathay Pacific, Eastern i drugi operateri na regionalnim međumjesnm rutama koje su zahtijevale širokotrupni zrakoplov. Pacific Southwest Airlines kupio je dva L-1011 -1 sa sjedalima i na donjoj palubi. U opciji su bila i ugrađena vrata sa stepeništem.

#### L-1011-50
L-1011-50 je bila nadograđena inačica L-1011-1 s povećanom maksimalnom težinom uzlijetanja. Kapacitet goriva nije povećavan. Inačica -50 bila je dostupna samo kao pretvorba L-1011-1 i nikada nije bio izgrađen novi avion.

#### L-1011-100
L-1011-100 je prvi puta poletio 1975. godine. Na avion je ugrađen novi centralni spremnik goriva s kojim se dolet povećao za približno 1.500 km. Kupilo ga je nekoliko tvrtki, kao što su TWA, Air Canada i BEA.

#### L-1011-150
L-1011-150 bio je razvijen iz L-1011-1, a imao je maksimalnu težinu uzlijetanja od 210.000 kg. I ovaj je avion bio dostupan samo kao pretvorba L-1011-1.

#### L-1011-200
L-1011-200 uveden je 1976. godine. Iako je inačica slična -100, -200 modelima, ugrađivani su Rolls-Royce RB.211-524B motori kako bi se avioni mogli koristiti na većim nadmorskim visinama i u vrućim predjelima. Gulf Air se ovim modelom koristio za zamjenu svoje Vickers VC-10 flote.

#### L-1011-250
L-1011-250 je model nastao na iskustvima prijašnjih inačica. MTOW je povećan na 230.000 kg, a kapacitet goriva s 89.335 l porastao je na 119.735 l. Na ovu inačicu ugrađivani su RB211-524B 4I motori, na koje su postojeći RB211-524B ugrađivani na L-1011-200 mogli lako biti modificirani, ali je one na L-1011-1 i L-1011-100 trebalo zamijeniti. Ova je nadogradnja izjednačila osobine TriStara s onima koje ima McDonnell Douglas DC-10-30. Iako je modifikacija bila primjenjiva za sve L-1011 modele, koristio ju je jedino Delta Air Lines na šest svojih L-1011-1 aviona.

#### L-1011-500
L-1011-500, inačica velikog doleta, prvi puta je poletjela 1978. godine. Trup aviona je skraćen za 4,3 m, a ugrađivani su jači motori nego oni na -200 seriji. Inačica -500 bila je popularna među međunarodnim operaterima i činila je značajan dio L-1011 flote Delte i British Airwaysa.

## Usporedba
|                              | L-1011-1                          | L-1011-200                        | L-1011-500                        |
| ---------------------------- | --------------------------------- | --------------------------------- | --------------------------------- |
| Posada pilotske kabine       | Tri                               | Tri                               | Tri                               |
| Kapacitet sjedala            | 253 (3-klase)                     | 263                               | 234 (3- klase)                    |
| Širina putničke kabine       | 5,7 m                             | 5,7 m                             | 5,7 m                             |
| Dužina                       | 54,2 m                            | 54,2                              | 50 m                              |
| Raspon krila                 | 47,3 m                            | 47,3 m                            | 50,1 m                            |
| Raspon repa                  | 21,8 m                            | 21,8 m                            | 21,8 m                            |
| Visina                       | 16,9 m                            | 16,9 m                            | 16,9 m                            |
| Površina krila               | 321,1 m2                          | 321,1 m2                          | 329 m2                            |
| Težina praznog aviona        | 101.867 kg                        | 105.100 kg                        | 105.573 kg                        |
| MTOW                         | 200.000 kg                        | 211.000 kg                        | 231.000                           |
| Maksimalna težina slijetanja | 167.000 kg                        | 167.000 kg                        | 167.000 kg                        |
| Najveća brzina               | 0,90 M                            | 0,90 M                            | 0,90 M                            |
| Brzina krstarenja            | 0,86 M / 0,84 M na dužim letovima | 0,86 M / 0,84 M na dužim letovima | 0,86 M / 0,84 M na dužim letovima |
| Dolet pod punim teretom      | 7.420 km                          | 7.420 km                          | 10.200 km                         |
| Visina leta                  | 11.000 m                          | 11.000 m                          | 13.000 m                          |
| Motori (3x)                  | Rolls-Royce RB.211-22             | Rolls-Royce RB.211-524B           | Rolls-Royce RB.211-524B           |

### Isporuka
| 1972. | 1973. | 1974. | 1975. | 1976. | 1977. | 1978. | 1979. | 1980. | 1981. | 1982. | 1983. | 1984. | 1985. | Ukupno |
| ----- | ----- | ----- | ----- | ----- | ----- | ----- | ----- | ----- | ----- | ----- | ----- | ----- | ----- | ------ |
| 17    | 39    | 41    | 24    | 16    | 12    | 8     | 14    | 24    | 28    | 13    | 5     | 5     | 3     | 250    |

## Vanjske poveznice
- airliners.net
- airfleets.net/listing Production list
- home.swipnet.se   Arhivirana inačica izvorne stranice od 1. studenoga 2008. (Wayback Machine)
- aviationexplorer.com
- aviastar.org